# Kastell Munningen
Das Kastell Munningen war ein kurzfristig belegtes römisches Kohortenkastell nördlich von Munningen, einer Gemeinde im Landkreis Donau-Ries, Bayern. Die Fortifikation wurde um 90 n. Chr. in der nordöstlichen Randzone des Nördlinger Ries gegründet. Nach dem spätestens 110 n. Chr. erfolgten Abzug der Garnison entwickelte sich an diesem Platz ein ziviler Straßenvicus, der mit dem Limesfall um die Mitte des 3. Jahrhunderts unterging.

## Lage
Der mit fruchtbarem Löß verfüllte Explosionskrater des Ries wurde schon früh zu einem bevorzugten Siedlungsraum für Ackerbauern. Auch um Munningen lassen sich verschiedene vorgeschichtliche Fund- und Siedlungsstellen nachweisen. Das flache Becken der Riesebene, das die Schwäbische von der Fränkischen Alb teilt, ermöglichte zudem rasche Verbindungen durch diese Mittelgebirge und vereinfachte Kontakte zwischen dem Alpenvorland und Mittelfranken. Diese geographischen Vorzüge waren den Römern bereits bekannt, als die ersten Donaukastelle in spättiberisch-frühclaudischer Zeit errichtet wurden. Denn mit diesen Anlagen entstand auch die über die Alpen verlaufende Via Claudia Augusta, eine bedeutende römische Fernstraße, die über Augsburg bis zum Kastell Burghöfe an der Donau reichte, einem Truppenstützpunkt, der dem Zugang zum Riesbecken gegenüber lag.
Kastell Munningen wurde auf einer flachen, zu allen Seiten hin abfallenden Bodenerhebung nahe dem Nordostrand des Riesbeckens gegründet. Die Wörnitz, ein Nebenfluss der im Süden verlaufenden Donau, befindet sich etwa 300 Meter östlich des Garnisonsorts. In der südlich des Kastells gelegenen Niederung fließt der Grimmbach, in der nördlich gelegenen der Mühlbach zur Wörnitz hin. Der hochwassersicher gewählte Kastellstandort erhebt sich lediglich rund neun Meter über dem Wasserspiegel des Flusses, doch beherrscht er das weite Umland.

## Forschungsgeschichte
Zunächst lediglich als Vermutung geäußert, vertrat als erster der bayerische Generalmajor und Limesforscher Karl Ritter von Popp (1825–1905) die These, dass der Munninger Flurname Auf dem Burggraben auf ein ehemaliges römisches Kastell hinweisen könnte. Um diese Frage zu beantworten, unternahm Popp im Jahr 1894 für die Reichs-Limeskommission (RLK) eine Versuchsgrabung und stieß dabei tatsächlich auf Mauerwerk und römisches Fundgut. Doch eine Garnison konnte er damit nicht nachweisen.
Die nächste Forschungsgrabung fand 1906 unter der Leitung des RLK-Streckenkommissars Heinrich Eidam (1849–1934) statt. Ihm gelang es als Erster, den militärischen Charakter der Anlage festzustellen und den als reine Holz-Erde-Konstruktion ausgeführten Ausbauzustand zu dokumentieren. Eidams Grabungsergebnisse wurden allerdings erst 1929 im Limeswerk öffentlich gemacht. Möglicherweise von der gerade veröffentlichten Dokumentation Eidams angeregt, setzte der Amateurarchäologe Ernst Frickhinger (1876–1940) 1930 den Spaten in Munningen an. Er konnte Eidams Mutmaßungen über einen begonnenen, aber nicht vollendeten Steinausbau des Kastells widerlegen und wies nach, dass die Steinbauten einer späteren Siedlungsphase der Limeszeit angehörten.
Da Frickhinger seine Ergebnisse nie ausführlich veröffentlichte, war der provinzialrömische Archäologe Dietwulf Baatz (1928–2021) bei seinen Forschungen auf dessen Nachlass angewiesen, in dem sich genaue Pläne und Aufzeichnungen fanden. Als Erster nach 1930 setzte Baatz 1971 eine Notgrabung Auf dem Burggraben an. Damals sollte im Zuge der Flurbereinigung die Staatsstraße 2221 zwischen Munningen und Oettingen ausgebaut werden. Diese Straße folgte von Norden nach Süden dem Verlauf der Via decumana und der Via praetoria. Inzwischen hatte der Archäologe Rolf Nierhaus (1911–1996) die bei den Altgrabungen entdeckte Brandschicht neu datieren können. Er wies nach, dass diese in keinem Zusammenhang mit dem Ende des Munninger Kastells stand, sondern in die Zeit „um 170 n.Chr.“ wies. Die Grabungen von 1971 brachten die bis heute aufschlussreichsten Ergebnisse zum Kastellplatz. Die Untersuchungen beschränkten sich allerdings auf den Bereich der geplanten Trassenverbreiterung. Daher wurden nur sehr schmale Plana, die von Norden nach Süden verliefen, in verschiedenen Schnitten nach dem Baggerabzug dokumentiert. Aufgrund der knappen finanziellen Mittel konnten außer diesen Sichtungen nur einige weitere gezielt ausgesuchte Flächen genauer aufgenommen werden.
In den darauffolgenden Jahrzehnten wurde der Kastellplatz von den Luftbildarchäologen Otto Braasch (1936–2021) und insbesondere von Klaus Leidorf über dreißig Jahre lang regelmäßig angeflogen. Der Heimatforscher Werner Paa lieferte bei seinen Feldbegehungen zusätzliche Hinweise, da die Bauern beim Pflügen stetig römische Strukturen zerstörten und Fundgut an die Oberfläche rissen.
Während des Sommers und dem Herbst 2008 konnte unter der Leitung des Geophysikers Jörg Faßbinder vom Bayerischen Landesamt für Denkmalpflege in mehreren Kampagnen der Kastellplatz topographisch eingemessen werden. Die mit dem Magnetometer prospektierten Flächen wurden in einem Magnetogramm zusammengesetzt. Erstmals ließen sich so ein weitgehend vollständiger Plan des Kastells und größere Teile der nachkastellzeitlichen römischen Siedlung dokumentieren.
Im Vorgriff auf den Ausbau der im Dezember 2009 eröffneten 3,30 Kilometer langen Ortsumfahrung von Munningen fanden erneut sehr zügig durchgeführte Ausgrabungen im Auftrag des Landesdenkmalamtes und unter der Leitung des Archäologen Friedrich Loré statt. Die Umgehungsstraße diente auch als Verlegung der Staatsstraße 2221 aus dem Ortskern. Aufgrund der Vorgaben des Denkmalamtes war der Oberboden nur auf eine Bautiefe von maximal 30 Zentimetern abzuziehen, alle Befunde darunter durften nicht untersucht werden und verschwanden anschließend unbesehen unter der Neubautrasse. Da zusätzlich dazu bei der geringen Abtragshöhe kolluviale Auflagen und flächige Oberbodenreste häufig ein sauberes Planum störten, sind wohl einige römerzeitliche Befunde unerkannt geblieben. Insbesondere im nördlichen Bereich der Umgehung, im Bereich des nachkastellzeitlichen Vicus, wurden weitere Baureste sowie 18 römische Brunnen aufgedeckt, von denen allerdings nur drei vollständig untersucht wurden.

## Baugeschichte
Aufgrund seiner Fruchtbarkeit zielte die frühe römische Besatzungspolitik nördlich der Donau unter anderem auf eine Sicherung des Riesbeckens. Mit der Errichtung eines keilförmigen Bogens aus Militärposten zwischen dem Kastell Urspring über Kastell Pfünz bis zum bereits im Frühjahr 80 n. Chr. gegründeten Kastell Kösching sollte die Rieser Siedlungskammer der Provinz Rätien hinzugefügt werden. Kastell Pförring kam laut Keramikdatierung erst während der Regierungszeit des Kaisers Trajan (98–117) dazu. Ungefähr gleichzeitig mit Munningen entstanden im Vorfeld des Riesbeckens weitere Kastellanlagen wie die domitianischen Kohortenkastelle Gnotzheim und Weißenburg und das wohl Gnotzheim unterstellte Numeruskastell Unterschwaningen. Auch das westlich vom Ries gelegene Kastell Oberdorf wird dieser Zeitstellung zugeschrieben. Auf der südlichen Achse dieses über die Donau geschobenen Keils, an dessen Spitze Unterschwaningen lag, stand mittig das Kastell Burghöfe mit der Via Claudia Augusta. Die Kette aus Garnisonen sicherte nun die zivile Aufsiedlung des Rieses.
Es wird angenommen, dass das Kastell Ruffenhofen erst in einer zweiten Ausbauphase hinzukam, um eine Lücke in diesem keilförmigen Bogen zu schließen. Zu dieser Zeit ist Munningen, das nun im Limeshinterland lag, als Garnisonsstandort aufgegeben worden.

### Umwehrung

Schnitt durch den südlichen Wehrgraben, Westprofil, von Osten gesehen

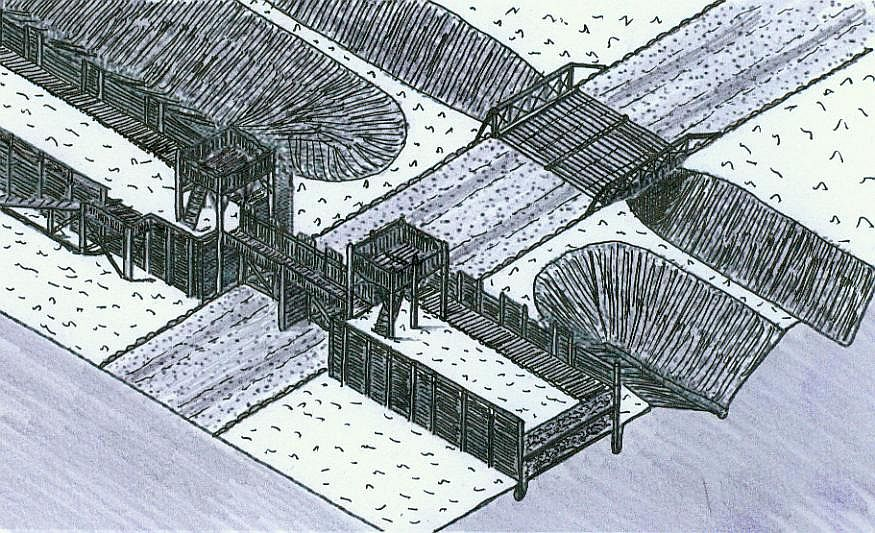
Ähnlich wie hier am Kastell Künzing II war auch die Umfassungsmauer von Munningen konzipiert

Das von den Außenseiten der Umwehrung 179 × ca. 150 Meter (= 2,7 Hektar) umfassende Kastellareal wurde als typische Holz-Erde-Anlage mit abgerundeten Ecken (Spielkartengrundriss) im Zuge der ersten militärischen Besetzung dieses Landstrichs errichtet. Es bildete zusammen mit weiteren befestigten Lagern den Alblimes und stand in Zusammenhang mit einer ersten über die Donau geschobenen Kastellkette, die im rätischen Raum jedoch recht schnell durch neue, noch weiter nach Norden geschobene Militärstandorte an Bedeutung verlor. Die Grabungen von 1971 konnten die Gründungsjahre auf die Zeit um 90 n. Chr. fixieren, als Kaiser Domitian (81–96) regierte. Die Soldaten hoben bei der Anlage des Kastells zunächst einen Umfassungsgraben aus. Dieser bereits rund 0,20 bis 0,35 Zentimeter unter der Geländeoberkante (GOK) erfasste Spitzgraben (Graben I) fiel in Munningen allerdings zu steil aus und musste nach mehreren Verstürzen mit einer weniger steilen Böschung neu ausgeschachtet werden (Graben II). Mit dem Aushub wurde ein 5,60 Meter breiter Wall hinter dem Graben aufgeschüttet, der in Holz-Erde-Technik konstruiert war. Wie die 1906 und 1971 an der Ostflanke sowie an der Nord- und Südfront festgestellten Pfostengräben und Pfostenstandspuren beweisen, befanden sich die Erdmassen ähnlich wie am Kastell Künzing II in einer Kastenkonstruktion, die aus zwei parallel verlaufenden, senkrechten Vorder- und Rückseiten bestand. Die Magnetometerbegehung im Jahr 2008 bestätigte unter anderem die bereits nachgewiesene vergleichsweise breite Berme. Da die moderne Staatsstraße unmittelbar über dem rückwärtigen Lagertor, der Porta decumana, und dem Haupttor, der Porta principalis, verläuft, sind diese Tore bis heute unerforscht geblieben. Bei der von Faßbinder geleiteten Befundaufnahme von 2008 konnte zusätzlich festgehalten werden, dass der Wehrgraben keine Unterbrechung vor den vier Torzufahrten aufwies. Zudem konnten keinerlei Eck- und Zwischentürme nachgewiesen werden.

### Lagerinneres
Die Strukturen der während der militärischen Stationierungszeit genutzten Innenbebauung sind archäologisch weitgehend unerforscht. Die Grabungen von 1971 erbrachten jedoch erste Einblicke in den Aufbau der regelmäßig angeordneten Mannschaftsbaracken der Soldaten. Die Contubernien dieser Baracken besitzen eine Größe von 27,40 Quadratmetern. Nach Baatz besteht Unklarheit bei der Orientierung des Lagers, da sich der Baukörper des zentralen Stabsgebäudes (Principia), der Aufschluss darüber geben könnte, unter der modernen Straße befindet und damit archäologisch nicht fassbar ist. Zudem konnte bisher nicht die Lage der beiden seitlichen Prinzipaltore geklärt werden. Sie würden ebenfalls zu einer Klärung dieser Frage beitragen. Weder Eidam mit seiner Ausgrabung an der östlichen Umfassungsmauer hatte hierbei einen klaren Erfolg noch Faßbinder mit dem Magnetometer. Der Geophysiker mutmaßte, dass verschiedene Faktoren für diesen Umstand verantwortlich sind. Zum einen könnte dies an der geringen Bautiefe der Holzstrukturen liegen, zum anderen wird die vom Ackerbau begünstigte Bodenerosion in vielen Fällen letzte Spuren beseitigt haben. Auch die spätere Metamorphose vom Kastellplatz zum Straßenvicus kann viele bauliche Details zerstört haben. Faßbinder wies zudem darauf hin, dass durch die vom modernen Straßenverkehr ausgehenden variablen Magnetfeldstörungen viele mögliche, aber schwache Befunde nicht mehr erkennbar machen.
Baatz erkannte in seinen Plana im nordwestlichen Lagerbereich hinter dem singulären Graben und den Spuren der Umwehrung vier paarweise zur Hauptlagerstraße hin angeordnete Baracken, zwischen denen schmale Abwassergräben hindurchzogen. Auf der gegenüberliegenden, östlichen Seite der Hauptlagerstraße, die das Kastell von Norden kommend bis zu der in der Lagermitte platzierten Principia durchzieht, ergab ein kleiner Schnitt ein ganz ähnliches Bild der Bebauung. Südlich der vier Baracken konnte Baatz eine westöstlich verlaufende Lagerstraße beobachten, die den Mittelstreifen der Fortifikation (Latera praeetorii) abgrenzte. Im Mittelstreifen selbst konnte Baatz im Bereich seines schmalen Schnittes keine kastellzeitliche Bebauung feststellen, doch traf er etwas südlicher auf eine weitere westöstlich orientierte Lagerstraße, die offensichtlich die südliche Begrenzung der Latera praeetorii bildete. Anschließend folgten in dem nordsüdlich verlaufenden Baggerschnitt weitere von Westen nach Osten orientierte Baracken, über deren Nutzung aufgrund der sehr begrenzten Untersuchungsfläche nur spekuliert werden kann. Teils war auch in diesem Bereich die Bebauung durch Abwassergräbchen voneinander getrennt. Das südliche Ende des Kastells markierte wieder der von Palisaden begrenzte Wall sowie der singuläre Verteidigungsgraben.

### Ende der Anlage
Durch die eindeutige Stratifizierung gesicherter Funde aus dem Kastellgraben lässt sich das Ende der Anlage datieren. Einen Terminus ante quem gibt die geborgene spätsüdgallische Reliefsigillata aus Banassac. Diese fand sich in der jüngsten Verfüllschicht des Grabens und war offensichtlich schon durch Bewohner des nachkastellzeitlichen Straßendorfs in den Boden gekommen. Diese letzte Verfüllung war, wie ihr torfiger Inhalt zeigte, noch längere Zeit nach dem Abzug des Militärs als sumpfiger Streifen offengestanden (Graben C). Der dort von den Vicusbevölkerung entsorgte Abfall umfasste bemerkenswert viele Keramikscherben teils einheimischer Machart, die sich oft noch zu vollständigen Gefäßen zusammensetzen ließen. Nach Baatz kann die Sigillata aus Banassac in die Jahre zwischen 100 und 110 n. Chr. verordnet werden. Zu diesem Zeitpunkt war das Kastell bereits wieder verlassen. Wie die Schichtbeobachtungen im Lagerinneren zeigten, hatten die Soldaten die Innenbebauung friedlich geräumt, anschließend niedergelegt und das Gelände zuletzt ausplaniert. Möglicherweise wurde die Truppe an die neue, nördlicher angelegte Grenzlinie vorverlegt. Baatz nahm an, dass die Besatzung das Holz-Erde-Lager von Theilenhofen errichtete.

## Kastellbad
Im Jahr 1977 wurde nur unweit des Kastells, an dessen südlicher Ausfallstraße, zwischen Radweg und Staatsstraße am Ortsausgang von Munningen das kleine, in Stein ausgebaute Militärbad entdeckt und nach Abschluss der Untersuchungen wieder mit Humus überdeckt. Eine ursprünglich geplante Sichtbarmachung und Konservierung fand nicht statt. Das Bad ist ein als Reihenbad bekannter Anlagetypus, das heißt, der Besucher durchschritt hintereinander die Räume zu den einzelnen Bade- und Schwitzräumen nach einem festgelegten Programm. Den Vorschriften entsprechend ist der Bau in seiner Längsachse nach Norden hin orientiert. Das Bad wurde von Norden über einen Aus- und Ankleidebereich, dem Apodyterium, betreten. Am südlichen Ende befand sich die Heizanlage (Praefurnium) mit den Warmwasserkesseln (Vasa).

## Militariafunde
Zu den bedeutendsten Militaria aus Munningen gehören zwei Fragmente von Militärdiplomen. Leider hat sich bei beiden Urkunden nur der Textbereich erhalten, der auf die öffentliche Aushängung der Diplome in Rom hinweist, doch weist der erhaltene Text darauf hin, dass die Originale der bronzenen Tafeln am Tempel des vergöttlichten Augustus in Rom ausgehängt worden sind. Die beglaubigte Kopie ging dem Empfänger eines Diploms zu. Diese wichtige Urkunde sicherte einem ehrenvoll aus der Armee entlassenen Soldaten der Hilfstruppen das römische Bürgerrecht zu. Der behördlich vorformulierte Text der Inschriften beweist durch den Ort der Aushängung, dass die bronzenen Urkunden etwa ab 98/90 n. Chr. entstanden sind, als der Augustustempel nach einer Brandkatastrophe neu errichtet worden ist.

## Zivilsiedlung

### Bauten auf dem Kastellareal
Nach dem Untergang des Kastells entstand an diesem Platz ein römisches Straßendorf entlang der Trassen nach Gnotzheim und Ruffenhofen. Dieser Ort könnte unter dem Namen Losodica bekannt gewesen sein. Auf der Tabula Peutingeriana, der mittelalterlichen Kopie einer spätrömischen Straßenkarte, liegt dieser Name zwischen dem nicht eindeutig identifiziertem Septemiaci und Medianis (Kastell Gnotzheim). Nach Septemiaci sind es sieben (≈ 10,37 Kilometer), nach Medianis elf römische Meilen (≈ 16,30 Kilometer). Steingebäude im Bereich des ehemaligen Kastells sind für diese Ortschaft ebenso dokumentiert wie angeackerte Brandgräber an der Ostseite des Vicus. Spuren von Metallverarbeitung deuten genauso auf wirtschaftliche Tätigkeiten der Bewohner hin, wie ein Geschirrdepot aus Rheinzaberner Terra Sigillata, das offensichtlich während der Markomannenkriege (166–180) mitbetroffen war. Weitere Spuren von Brand und Zerstörung in der Zeit um 170 n. Chr. fanden sich auch bei den Untersuchungen des Jahres 1971. Die weitere Geschichte des Dorfes ist nur schwer greifbar, da der Ackerbau die jüngeren Schichten zerstört hat. Überlegungen, ob es in Munningen eine höhere Verwaltungseinheit oder eine Straßenstation (Mansio) gab, sind spekulativ. Zwei größere Steinfundamente auf dem Kastellgelände, die Eidam 1906 anschnitt, könnten darauf hindeuten, dass in Munningen Speicherbauten zur Lebensmittellagerung für die Grenztruppen existierten. Eine militärische Neunutzung von Teilen des Kastellgeländes wäre damit gegeben. Nach den Zerstörungen der Markomannenkriege kam es zu einem Wiederaufbau, da aus Spolien ein mit starken Fundamenten gegründeter, rechteckiger Saalbau errichtet wurde, der eine als Vorhalle konzipierte Portikus besaß. Die letzte Fundmünze, die möglicherweise in Zusammenhang mit dem Vicus steht, ist während der Regierungszeit von Kaiser Philippus Arabs (244–249) geprägt worden. Spätestens mit dem Limesfall 259/260 n. Chr. wurde der Ort endgültig zerstört.

### Horreum
Im Jahr 2009 erfolgten Untersuchungen an der in Bau befindlichen Ortsumgehung von Munningen. Dabei entdeckten die Ausgräber nach dem Oberbodenabtrag in dem durch die Straßentrasse vorgegebenen Untersuchungsausschnitt südwestlich des Kastells einen mindestens 38 Meter langen und 18 Meter breiten hölzernen Hallenbau, der möglicherweise dreischiffig angelegt war. Die während seiner Untersuchung im Planum erschienenen quadratischen Pfostengruben waren rund 1,20 × 1,20 Meter groß und bargen sehr gut erhaltene, bis zu 0,70 Meter mächtige Kiefernständer, die noch bis zu 0,80 Meter hoch erhalten waren. Elf konnten nach ihrer Bergung dendrochronologisch ausgewertet werden. Dabei ergab sich, dass sie im späten Frühjahr beziehungsweise im Frühsommer 112 n. Chr. (Waldkante) gefällt worden waren, also kurz nach Aufgabe und Umwidmung des Kastells. Auch dieser Bau könnte als Horreum der Lagerhaltung von Lebensmitteln, höchstwahrscheinlich Getreide, gedient haben.
Zwei besser dokumentierte dreischiffige Hallenbauten aus Holz von je rund 46 × 24 Metern Größe fanden sich 1981 nordöstlich des rückwärtigen Donaukastells Oberstimm. Dort datiert die jüngste aus einer Abfallgrube stammende Münze ebenfalls in die Regierungszeit des Kaisers Trajan. In trajanisch-frühhadrianischer Zeit wurde auch die Garnison in Oberstimm aufgelassen.

### Umgangstempel
Nahe am Kastell wurde ein gallorömischer Umgangstempel freigelegt und rund 20 Meter südlich davon zeigten sich die Fundamente eines mehrphasigen Steingebäudes. Dort fanden sich unter anderem die Reste einer Lorica segmentata, zwei Köpfchen kleiner steinerner Statuetten, stark zerstörte Reste zweier Inschriftentafeln und große Mengen verbrannter Tierknochen. Möglicherweise hatte der Bau eine öffentliche Funktion. Weitere Dendrodaten aus dem Vicus sind aus den Jahren 104 ± 10, spätes Frühjahr 113 (Brunnenkasten), 117 (Holzfass, sekundär in einem Brunnen verbaut) und 119 n. Chr. (Holzfass, sekundär in einem Brunnen verbaut). Des Weiteren lieferten die Brunnen Daten aus dem Jahr 107 n. Chr. sowie aus der Zeit um 144 ± 8 n. Chr.

## Frühmittelalterliche Besiedlung
Erst im 6. bis 7. Jahrhundert sind erneut Siedlungsspuren an diesem Platz belegt. Im Nordteil des einstigen Vicus wurden bei der Untersuchung des Kastells durch Eidam Teile eines alamannischen Reihengräberfelds aufgedeckt. 40 Gräber konnten identifiziert werden, von denen im Herbst 1906 insgesamt 30 Gräber systematisch ergraben wurden. Im September 1909 untersuchte der Historische Verein Dillingen sechs weitere Gräber. Einen 1906 aufgedeckten Goldmünzenfund beschrieb der Numismatiker Julius Cahn (1871–1935) im Jahr 1930. In Grab 1 fanden sich in den Resten einer Tasche neun Goldmünzen. Neben einer Münze aus der Regierungszeit des oströmischen Kaisers Tiberius Constantinus (578–582) waren die übrigen Stücke barbarische Nachbildungen oströmischer Solidi und Tremisses Teile des Gräberfeldes wurden auch 1971 angeschnitten.

## Denkmalschutz
Die Fundareale sowie die weiteren erwähnten Anlagen sind als eingetragene Bodendenkmale im Sinne des Bayerischen Denkmalschutzgesetzes (BayDSchG) geschützt. Nachforschungen und gezieltes Sammeln von Funden sind erlaubnispflichtig, Zufallsfunde sind den Denkmalbehörden anzuzeigen.